# Brian FitzCount

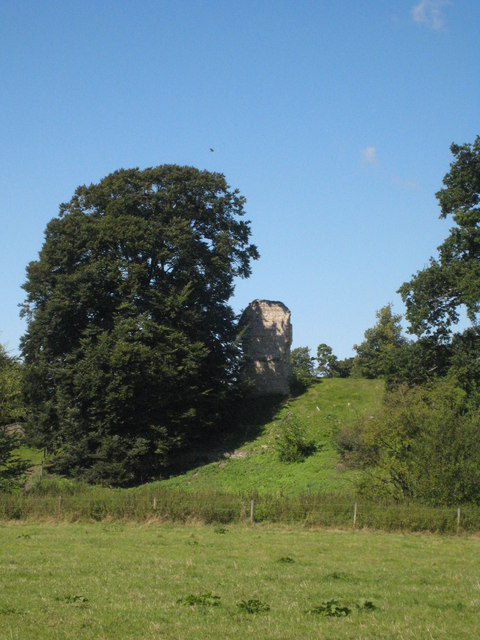
Die Ruinen von Wallingford Castle, dem Zentrum der Ländereien Brian FitzCounts

Brian FitzCount (auch Brian de Wallingford genannt) (* um 1090; † um 1149) war ein anglonormannischer Adliger und einer der führenden Parteigänger der Kaiserin Matilda während des englischen Bürgerkriegs von 1135 bis 1154.

## Herkunft und Aufstieg
Brian war vermutlich ein illegitimer Sohn von Alain IV., dem Herzog der Bretagne und einer unbekannten Geliebten, vielleicht einer Lucy, einer Schwester von Hamelin de Ballon. Von seinem Vater erbte er keinen Grundbesitz, so dass er 1114 im Gefolge von König Heinrich I. von England erwähnt wird. Von seinem Onkel Hamelin de Ballon erbte er vor 1119 Abergavenny Castle und Upper Gwent im Südosten von Wales. Ebenfalls vor 1119 heiratete er Matilda, die Erbin von Miles Crispin, Lord of Wallingford (vgl. Haus Crespin), so dass er in den Besitz der großen Herrschaft Wallingford in Berkshire kam. Nach 1125 gehörte er zum königlichen Haushalt und begleitete Heinrich I. in England und in der Normandie. In dieser Zeit versuchte Heinrich I. seine Tochter Matilda als Nachfolgerin zu etablieren. Im Mai 1127 begleiteten Brian und Heinrichs illegitimer Sohn Robert of Gloucester Matilda nach Rouen, wo sie mit Gottfried Plantagenet verlobt wurde.

## Unterstützer von König Stephan
Im Sommer 1135 zerstritt sich Heinrich I. jedoch mit seiner Tochter, was ihrem Cousin Stephan von Blois ermöglichte, sich nach Heinrichs Tod am 1. Dezember zum König zu proklamieren. Brian akzeptierte dies anfangs, so dass auch Robert of Gloucester, der Halbbruder der Kaiserin im April 1136 die Thronfolge Stephans anerkannte. Sowohl Roberts als auch Brians Ländereien in Wales wurden durch den walisischen Aufstand, der nach dem Tod von Heinrich I. ausbrach, bedroht. Brian begleitete Richard FitzGilbert de Clare, den Lord von Ceredigion, als dieser durch seine Herrschaft Abergavenny Richtung Cardigan ritt, doch entgegen Brians Warnung ritt er anschließend nur mit kleinem Gefolge weiter und wurde am 15. April 1136 in einem walisischen Hinterhalt getötet.

## Seitenwechsel und führender Unterstützer der Kaiserin Matilda
Nachdem die Kaiserin Matilda jedoch im Herbst 1139 in England landete, um für ihren Thronanspruch zu kämpfen, wurde Brian von seinem Cousin Miles de Gloucester überzeugt, Partei für die Kaiserin zu ergreifen. König Stephan belagerte umgehend Wallingford Castle, doch die Burg widerstand der Belagerung. Als Miles de Gloucesters Schwiegersohn Humphrey II de Bohun Truppen in Trowbridge zusammenzog, zog Stephan zur Abwehr dieser Bedrohung nach Wiltshire, so dass Miles schließlich Wallingford entsetzen konnte. Nach der Schlacht von Lincoln begleitete Brian die Kaiserin nach St Albans, Westminster und nach der Vertreibung aus London nach Oxford. Nach der Niederlage in der Schlacht von Winchester eskortierte Brian die Kaiserin nach Devizes. Vermutlich war er bei ihr, als sie 1142 von König Stephan in Oxford Castle belagert wurde und am 20. Dezember in einer abenteuerlichen Flucht über die zugefrorene Themse nach Wallingford flüchtete. Von dort zog sie sich in die schwer einnehmbare Burg nach Devizes zurück, wo sie sich bis zu ihrer Abreise aus England 1148 blieb.  

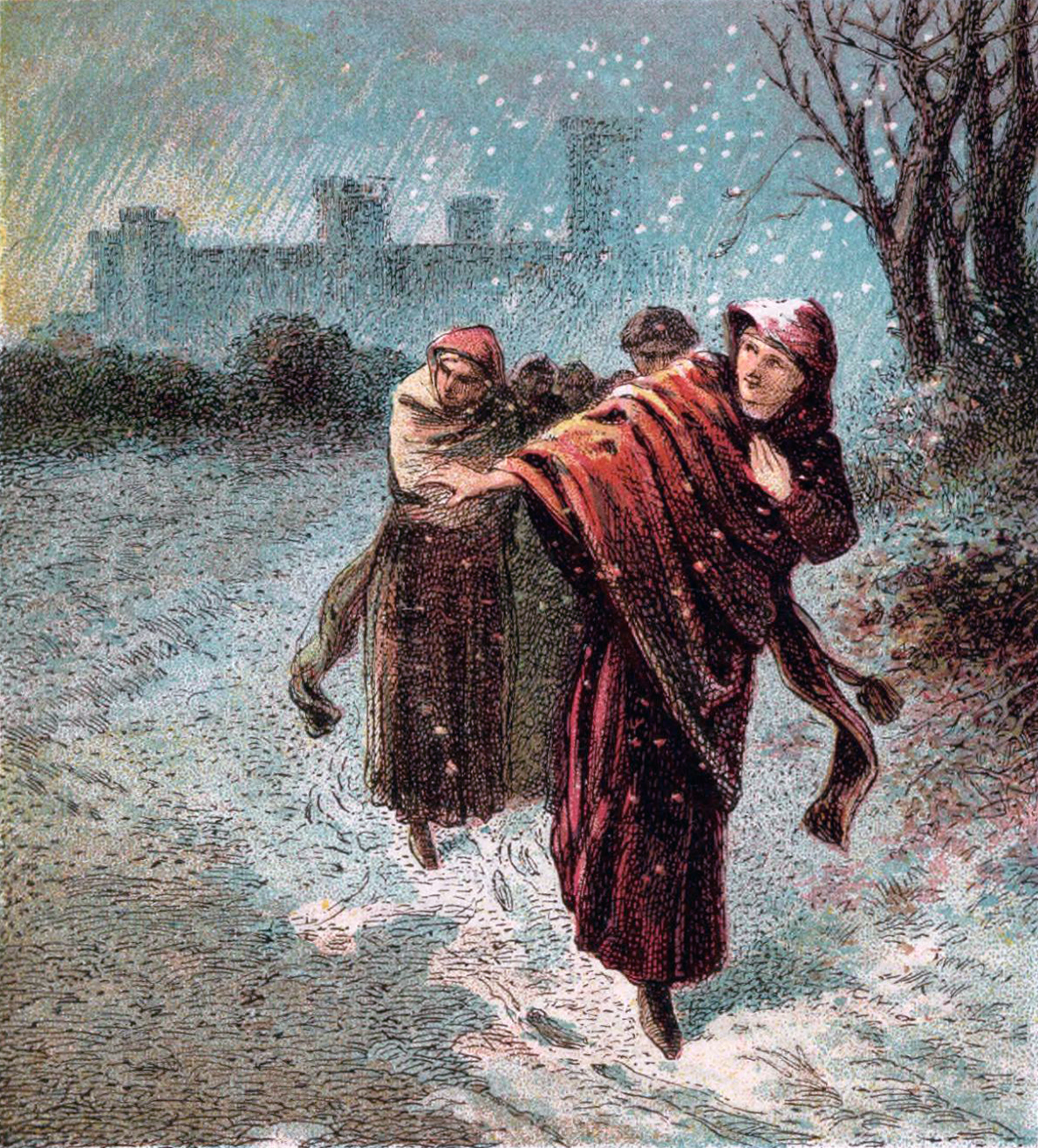
Flucht der Kaiserin aus Oxford Castle

Nach dem Rückzug der Kaiserin nach Westengland wurde Wallingford zu einer bedrohten Grenzburg, und Brian hatte Mühe, die Burg zu halten. Er konzentrierte sich auf die Verteidigung von Wallingford und verzichtete deshalb auf seine walisischen Besitzungen. Da er selbst keine Söhne hatte, übergab er Abergavenny an Miles de Gloucester, während er die 1139 eroberte königliche Burg Grosmont Castle an den zweitältesten Sohn von Miles, Walter de Hereford übergab. Im Gegenzug musste Miles ihm drei Ritter für die Verteidigung von Wallingford stellen. Der Kleinkrieg zwischen den gegnerischen Parteien erschwerte die Versorgung der Burg, dennoch scheiterte 1146 ein Angriff von König Stephan und dem Earl of Chester auf Wallingford. Brians Ehefrau Matilda vermachte 1150 oder 1151 der Abtei von Bec zwei Güter bei Ogbourne in Wiltshire, so dass Brian vermutlich kurz zuvor verstorben war. 1152 wurde Wallingford Castle von Roger Fitzmiles, dem ältesten Sohn von Miles de Gloucester gegen König Stephan verteidigt. Nach dessen frühem Tod 1155 fiel Wallingford an die Krone.